# Pico Bolívar
Pico Bolívar je se 4978 m nejvyšší horou Venezuely. Nachází se na západě země ve státě Mérida v pohoří Sierra Nevada. Těsně pod vrchol do výšky 4765 metrů vede Méridská lanovka, jedna z nejvýše položených kabinových lanovek světa. Hora je pojmenována po venezuelském národním hrdinovi Simónu Bolívarovi.

## Výška hory
V roce 2002 geofyzikální lezci: Diego M. Deiros R. a Carlos A. Rodriguez M. z University Simon Bolivar a Jose N. Hernandez z Instituto National Kartografie; Měřili špičkový výšky získáním výsledku 4.978,4 metrů nad mořskou nibel s chybou ± 0,4 metrů.